# Shock Value
Shock Value è il secondo album del cantante e produttore discografico Timbaland.
L'album ha venduto più di 4 milioni di copie in tutto il mondo.

## Tracce
1. Oh Timbaland (Timothy Clayton, Timbaland, Nina Simone) - 3:29
2. Give It to Me (featuring Nelly Furtado e Justin Timberlake) (Timbaland, co-prodotta da Danja) - 3:54
3. Release (featuring Justin Timberlake) (Timbaland) - 3:25
4. The Way I Are (featuring Keri Hilson and D.O.E.) (Timbaland, co-prodotta da Danja) - 2:59
5. Bounce (featuring Dr. Dre, Missy Elliott, e Justin Timberlake) (Timbaland) - 4:47
6. Come and Get Me (featuring 50 Cent and Tony Yayo) (Timbaland, co-prodotta da Danja) - 3:30
7. Kill Yourself (featuring Sebastian and Attitude) (Timbaland) - 4:06
8. Boardmeeting (featuring Magoo) (Timbaland, co-prodotta da Danja) - 2:29
9. Fantasy (Walter "Lil Walt" Millsap III, co-prodotta da Boss Beats) - 4:11
10. Scream (featuring Keri Hilson e Nicole Scherzinger) (Timbaland, co-prodotta da Danja) - 5:41
11. Miscommunication (featuring Keri Hilson and Sebastian) (Danja) - 3:19
12. Bombay (featuring Amar e Jim Beanz) (Timbaland) - 2:55
13. Throw It on Me (featuring The Hives) (Timbaland) - 2:11
14. Time (featuring She Wants Revenge) (Timbaland) - 3:57
15. One and Only (featuring Fall Out Boy) (Timbaland, co-prodotta da Hannon Lane) - 4:16
16. Apologize (featuring OneRepublic) (Greg Wells e Ryan Tedder, co-prodotta da Timbaland) - 3:04
17. 2 Man Show (featuring Elton John) - 4:25
18. Hello (featuring Keri Hilson e Attitude) [International Bonus Track] - 04:35
19. Come Around (featuring M.I.A.) (Bonus Track) - 03:56

## Formazione
- Timbaland – voce, sintetizzatore (tracce 1, 8), batteria (tracce 1-4, 8, 10, 14, 17), chitarra (tracce 13-14), tastiere (traccia 3)
- Adam Bravin – basso (traccia 14)
- Jerome Harmon – basso (traccia 8), archi (traccia 8, 16), tastiere (traccia 5, 16, 18)
- Dan Warner – basso (tracce 3, 14), chitarra (tracce 3, 10, 13-14)
- Andrew Hurley – batteria (traccia 15)
- Hannon Lane – batteria (tracce 5-7, 9, 11-13, 16, 18-19), tastiere
- Kevin Rudolf – chitarra (tracce 3, 10)
- Justin Warfield – chitarra (traccia 14)
- Patrick Stump – chitarra (traccia 15)
- Jermaine Jennings – steel guitar (traccia 1)
- Johnkenun Spivery – organo (traccia 1)
- Elton John – pianoforte (traccia 17)
- Stevie Blacke – archi (traccia 17)
- Keri Hilson – cori (traccia 3)
- Marcella Araica – cori (traccia 8)
- D. Davis – cori (traccia 17)
- K. Alexander Jr. – cori (traccia 17)
- S. Jackson – cori (traccia 17)
- N. Lollis – cori (traccia 17)
- E. Millsap – cori (traccia 17)
- E. Watson – cori (traccia 17)
- UN. Helaire –  cori (traccia 17)
- D. Williams – cori (traccia 17)
- Jim Beanz – voce aggiuntiva (traccia 12), cori (tracce 3, 6)